# لتجاف باسعيد (الضليعة)
'

تعديل مصدري - تعديل

لتجاف باسعيد هي إحدى قرى عزلة الضليعة بمديرية الضليعة التابعة لمحافظة حضرموت، بلغ تعداد سكانها 160 نسمة حسب تعداد اليمن لعام 2004.